# 铜川大戟
铜川大戟（学名：Euphorbia tongchuanensis）为大戟科大戟属下的一个种。